# 탁탑천왕

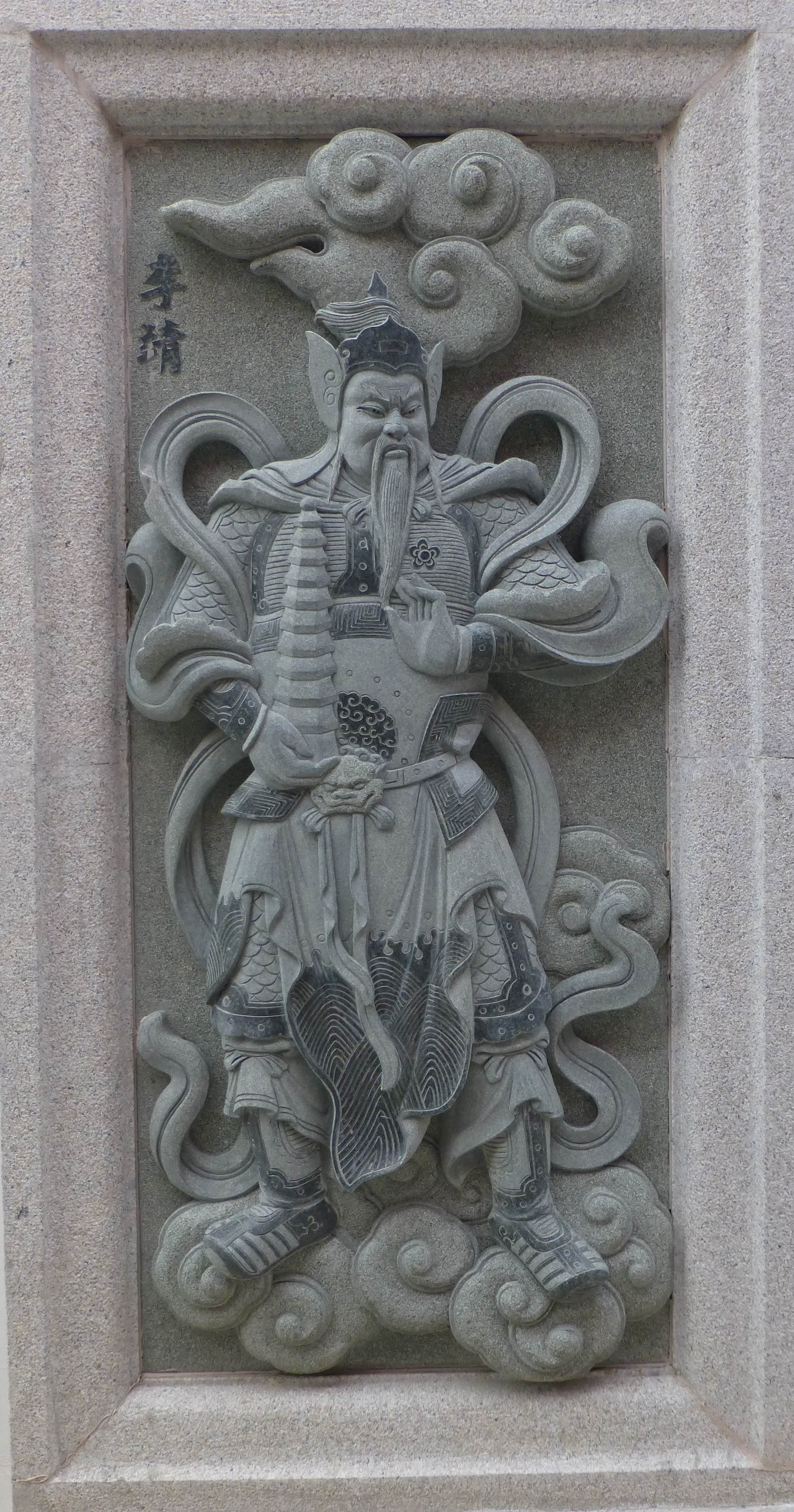
탁탑이천왕

탁탑천왕(托塔天王) 또는 이정(李靖)은 힌두교의 부의 신 쿠베라를 원형으로 하는 도교의 신으로, 당나라의 명장인 이정이 사후 신격화되어 생겨났다고 한다.
중국 불교나 힌두교의 민화 및 설화의 등장 인물로, 《서유기(西遊記)》, 《봉신연의(封神演義)》 등에 등장하기도 한다.

## 봉신연의에서의 이정
어렸을 때 곤륜산(崑崙山)의 도액진인(度厄眞人)에게서 도술을 배웠으며, 이후 경지에 오르지 못하고 하산해 상나라의 관리가 되어 진당관총병(陳塘關總兵)이 되었다.
금타(金吒), 목타(木吒), 나타(哪吒)의 아버지이며, 나타가 7살 때 동해 용왕(龍王)의 부하인 이량(李良)과 용왕의 셋째 아들인 오병(敖丙)을 죽인 뒤 자신들에게 피해가 오지 않게끔 스스로 목숨을 끊은 뒤 나타가 이정의 아내인 은씨에게 자신의 행궁을 세워 3년 동안 제사를 지내달라고 부탁했지만 행궁을 지은 지 반년 뒤에 이정에게 들켜 행궁이 파괴되었다. 이후 태을진인(太乙眞人)의 도움으로 되살아난 나타에 의해 죽을 위기에 처했으나, 나타가 연등도인(燃燈道人)에게 제압당해 서로 화해했다. 이후에는 나타가 자신을 언제든지 죽일 수 있었기 때문에 연등도인이게서 영롱탑(玲瓏塔)을 받아 사용했다.
그 뒤에는 연등도인을 스승으로 모시게 되었으며, 이후 연등도인의 명에 따라 강자아(姜子牙)가 이끄는 동벌군의 출정에 합류한다.